# Maison Ikkoku
Maison Ikkoku (めぞん一刻, Mezon Ikkoku) é uma série de mangá escrita e ilustrada por Rumiko Takahashi e publicado no Japão na revista Big Comic Spirits entre 1980 e 1987. Trata-se de uma comédia romântica com pitadas de drama envolvendo um excêntrico e divertido grupo de pessoas que vivem numa pensão em Tóquio, nos anos 1980.
Apesar de acompanharmos a rotina de todos os moradores – cujas principais atividades resumem-se a promover festinhas intermináveis na pensão, se embebedar e rir da desgraça alheia, conhecendo aos poucos detalhes da vida de cada um deles, a história focaliza especialmente a relação entre Yusaku Godai, um pobre e azarado vestibulando que é constantemente azucrinado pelos outros moradores, e Kyoko Otonasahi, a jovem e bela viúva recém contratada como gerente da pensão.
O mangá foi adaptado para a TV numa série de anime de 96 episódios que foi transmitida pela TV Fuji de 26 de março de 1986 a 2 de março de 1988. O anime incluiu alguns arcos de história não explorados na revista, além de ter sido a única animação baseada numa obra da Rumiko Takahashi em que a conclusão da trama corresponde rigorosamente ao final do mangá. Em muitos sites encontra a informação de que a audiência do episódio final chegou a 94%, essa informação é falsa, o episódio final teve audiência de 22,1% e o anime de forma geral teve uma média de 16,2%. A maior audiência de um anime foi com Astro Boy em 1964 que obteve uma audiência de 40,3%
Posteriormente, foram produzidos um Final Chapter movie, três OVAs (uma história original e dois resumos) e uma música especial. Um filme live action (com atores de carne e osso) também foi produzido pela Toei em 1986, embora desvie-se significativamente da história do mangá e do anime. Um especial de TV (também em live action) estreou em maio de 2007 na TV Asahi, protagonizada por Misaki Ito como Kyoko e Taiki Nakabayashi como Godai. O final do especial foi ao ar em julho de 2008.

## Trama
Exausto, o gerente do Maison Ikkoku, uma típica pensão em Tóquio, decide se aposentar e convida Kyoko Otonasahi para assumir a gerência do estabelecimento. No dia da posse da gerente recém contratada, Godai, um inquilino da pensão que é constantemente infernizado pelos outros moradores, decide pela milésima vez mudar-se da pensão. Porém, ao deparar-se com a beleza da nova gerente, o jovem vestibulando desiste – mais uma vez – de abandonar o Ikkokukan. Perdidamente apaixonado, Godai decide conquistar o coração de Kyoko. Mas, além da sua natural inabilidade com as mulheres e as constantes – e sacanas – sabotagens dos inquilinos da pensão, Godai ainda enfrenta a sombra de um adversário quase imbatível: as doces e recentes memórias do falecido marido de Kyoko.  Como se isso não fosse o bastante, logo entra em cena Shun Mitaka, um bonito, rico e educado instrutor de tênis disposto a tudo para conquistar o coração da bela gerente. A partir daí, surge um divertido triângulo amoroso, deixando Kyoko indecisa por um bom tempo. Gradualmente, porém, a relação entre Godai e Kyoko amadurece e se fortalece a ponto da jovem sinceramente esperar um pedido de casamento do rapaz. No entanto, toda essa trama central é sustentada por um delicioso pano de fundo, onde acompanhamos paralelamente a boêmia e divertida vida dos outros personagens da pensão e o inevitável passar dos anos.

## Personagens

#### Yusaku Godai
O Protagonista da historia, um ronin (vestibulando que não consegue entrar na faculdade nas primeiras tentativas) pobre e de bom coração, mas bastante indeciso e atrapalhado, típico que facilmente entra em apuros, usado de gato e sapato pelos outros inquilinos, Mora no mora no apartamento 5, no primeiro andar.  Durante a historia acompanhamos o seu amadurecimento e seu esforço diário para conquistar o coração da sua amada Kyoko, estudar em meio a bagunças e festas o suficiente para que finalmente seja aceito em uma faculdade e arranje um emprego de respeito e ainda afastar os seus rivais de perto da Karinrin. 

#### Kyoko Otonashi (Karirin-San)
A protagonista, Jovem e bela, uma mulher de personalidade forte e um estilo proeminente. Trabalha no Ikkokukan como zelador e gerente após a saída do Karinrin anterior. Apesar da oposição dos seus pais, Kyoko se casou com o seu antigo professor que pouco depois do casamento faleceu de uma doença. Adora vestir seu avental de pintinho amarelo e é visto constantemente com ele. Seu nome de solteira é Chigusa.
Personagem foi criada no estilo da atriz Natsume Masako . Além disso, a autora Rumiko Takahashi cita Otonashi Kyoko como o personagem mais próximo de sua própria personalidade. 

#### Soichiro Otonashi
Falecido marido de Kyoko. Cerca de 10 anos de idade a mais do que Kyoko. Se conheceram através da High school, sendo professor de geociência da Kyoko. Ele se casa com ela logo a pós a mesma terminar o ensino médio. Mas faleceu em menos de seis meses de casamento de uma doença não revelada.
Ele já é falecido no início da história, sua aparência é sempre uma silhueta e é feita na representação de uma sombra, isso lhe deu um forte esquema para a história, ocultando o rosto, se tornando uma representação de sua personalidade. Godai uma visita à casa dos Otonashi, ao olhar o álbum de fotos de Ikuko buscando fotos do rosto de Soichiro que não pode ser encontrado por que foi sujo com tinta e quando tentava verificar a foto do anuário da escola, tais como tantas outras vezes. É profundo o suficiente para ser sublimada para a comédia, afinal de contas, Depois de tantas frustrações com a imagem do Soichiro,de não ter a chance de ver o rosto até mesmo uma vez ( desenhada de modo que não é visível para o leitor, mesmo quando o tem sido, seu verdadeiro rosto nunca foi ser introduzir o leitor até o fim). Kyoko pouco antes do casamento revelou a Godai a face do Soichiro, mas ainda continuando um mistério para o publico.  Suas relíquias apareceu na frente do episódio últimos tempos, mas eu estava usando os óculos de relógios de bolso e Maruen (Se tinha sido usado em todos os momentos desconhecidos) que pode ser visto. A sua presença tem um grande significado na história, E é o maior e mais forte rival de Godai.

#### Hanae Ichinose
A dona de Casa que mora no apartamento 1, No térreo. É a intrometida numero um dos inquilinos, mas a senhora tem um emocionante gosto, um favorito banquete de tumulto e brigas. Anda bêbada, muitas vezes a partir do dia, e quando o banquete está iniciando, Dança e canta como um fã com ambas as mãos, e é referido como "dança Chakapoko" no anime. Nascida em Hokkaido (que seria chamado "Morne de Dosanko" na história de patinação). Possui o mesmo tipo de corpo de nova, e isso lhe permite participar do momento do estudante utilizando seu uniforme de marinheiro (uniforme tradicional das escolas japonesas). costuma dar exemplos e conselhos ocasionais valiosos a Kyoko e sempre provocar e por lenha na vida do Godai. 
Enquanto assistia Godai e a sua relação com Kyoko, sempre age tentando mostrar interesse com a situação. Arrastando Kyoko junto com algumas donas de casa do bairro, foram e passaram a frequentar o clube de tênis, local onde muitas preferem diligentemente ir para conversar entre si, e não praticar pois a compreensão de regras essenciais do tênis, parte não sabem nenhum.

#### Mr. Ichinose
Marido de Hanae Ichinose. Possui um Senso de presença tímida e fino. Normalmente trabalha no atendimento de manhã, e passou todos os dias de voltar para casa à noite, poucas vezes apareceu, Geralmente ele não consegue coincidir com o fuso horário de vida dos habitantes, Kyoko apesar de quase três anos desde que assumiu o cargo de zelador não percebeu a sua presença. O Personagem tornou-se a ser conhecido de sua existência para os primeiros habitantes quando se tornou desempregado, a empresa onde trabalhava foi à falência. Após o episódio que ficou desempregado, houve uma reunião atlética na escola do seu filho, Também foi sua vez como protagonista, com Kentaro. Na Casa Ichinose vive o único momento de família do anime, e Hanae é uma dona de casa.

#### Kentaro Ichinose
Aluno da escola primária e filho do casal Ichinose. Fica bobo quando em relação é garotas, Apaixonado pela sobrinha de Kyoko, a Ikuko, Parece que a pobre não  está consciente dos sentimentos de Kentaro. No Mangá ele não apareceu mais pois autora disse que a razão é porque não poderia imaginar Kentaro como um estudante da escola secundária, em seguida, ele mostrou-se apenas na história final. A história final é mostrado o casamento de Godai Yuzaku e Kyoko, desta vez, também está a se reunir com Ikuko e está vestindo um uniforme escolar, os seus sentimentos pela Ikuko aparentemente não parecem mais transmissíveis. Desde que o Nikaido não apareceu na versão TV anime, algumas partes que eram para serem feitas pelo Yakumawari de Nikaido e tiveram que recorrer a Kentaro.

#### Yotsuya
Ocupação desconhecido, Idade desconhecida, Sobrenome Desconhecido, Passatempos desconhecidos, Hobby bisbilhotar outras pessoas. Isso tudo é de Yotsuya. Mora no apartamento 4 no primeiro andar, vizinho de Godai. Abre Sempre um buraco na parede entre o apartamento n. 4 e 5, para interferir com alguma coisa da vida privada de Godai. Foi bloqueado ordenadamente por uma parede no início, ou perfurado quando Kozue veio no apartamento 5. Fala de forma educado e polida, Interfere na vida de Godai a acima de tudo por um hobby. Ternos ou kimono (yukata) são roupas do seu cotidiano. Godai, Kyoko,  Nikaido, Akemi e Hanae notaram que de Yotsuya, simplesmente não sabiam de nada, afinal, apenas foram seduzidos aqui e ali . No anime episódio 44, Os seus familiares,  dois avôs e tio viveram no Ikkokukan em algum momento no passado da historia - "História do Ikkokukan".

#### Akemi Roppongi
Mora no Apartamento 6, no Primeiro andar. Trabalha como garçonete no "Chacha Maru". No momento em que passa no Ikkokukan usa babydoll transparente e calcinha, de modo que habitantes estão acostumados. Bebe sem compromisso. Personalidade querida, fofa e carinhosa com clientes e beber saquê em vez de trabalhar até mesmo fora o trabalho. Tem uma personalidade de irmã mais velha para o Godai, as vezes gera ciúmes na Kyoko. Na história do fim, torna-se uma causa de tumulto que separa Godai e Kyoko até beira a catástrofe, mas também contribui para o restabelecimento dessa relação. Não apenas referido como o "Akemi-san" ou "Akemi-chan" em Sakuchu. Seu sobrenome não foi revelado. Nos últimos capítulos, está atraindo o Master dono do Chacha Maru, depois do casamento com o master passou a morar no segundo andar do Chacha Maru. A idade é desconhecida, mas no anime foi não é negada uma cena do que causou diz-se ter de 30 anos de idade para Nikaido.

#### Shun Mitaka
Graduado em uma universidade de primeira categoria, cerca de cinco a dez anos mais velho que Kyoko. atualmente se dedica a ser treinador do Clube de Tênis frequentada por muitos moradores das proximidades. De Dentes brancos brilhando refrescantes e um sorriso que exibe confiança. Bom em praticante de todos os esportes (exceto patinação no gelo). O mais habilidade de cozinhar é não admitir os dons mesmo Godai sendo seu rival no  amor. A personalidade é brilhante alegre uma vigorosa. Sociável, e também personagem rival delicado e carinhoso, típico que é popular entre as mulheres. Embora em si não se considere descendente de ricos, possui uma apartamento luxuoso com o aluguel de 200.000 onde vive sozinho, seu carro é no original Nissan Silvia Mas, no anime é um Toyota, quando tornou-se patrocinar Toyota Soarer foi mudado. Ele possui uma fraqueza que ele mesmo cita como  "fraqueza que pode ser chamado de fracasso". Isso porque desde criança possui "fobia de cachorro", o que vai lhe render muitos problemas e confusões.

#### Souichiro-san
Cão de Kyoko. De idade Desconhecido. Ele seguiu Souichiro até a sua residência pois o mesmo havia comprado yakitori para comer, desde então não saiu do lado de Kyoko e Souichiro Otonashi, cão branco e de aparência estranha (Kentaro diz "cão branco é Jijimusai") Souichiro possuía originalmente o nome de "Shirou", E após a morte de seu dono, o marido de Kyoko, ele herdou o seu nome como um meio dela nunca esquecer o falecido. Godai cada vez que ouve o nome de Souichiro-san, de modo que o falecido marido de Kyoko é o seu maior rival, o deixa apreensivo. Yakitori é sua comida favorita, depois que se perde por duas semanas por causa da sua atração pelo cheiro dos transeuntes de yakitori, é encontrado por Godai e retorna pra casa em segurança.

#### Nanao Kozue
Ex-funcionária de uma loja onde Godai trabalhou, costumava usar óculos porém durante a historia aparece utilizando lentes de contato, é uma garota bonita e alegre, Namorou Godai por um período de tempo e aparentava gostar dele. Ficou noiva de um trabalhador assalariado.

#### Yagami Ibuki
Aluna de Godai durante o seu período como professor estagiário, Bonita, Charmosa e encrenqueira são as descrições perfeitas para a Yagami, Apaixonada pelo Godai desde o momento que o viu, persegue e atormenta tanto o seu amado quanto a sua maior rival com quem declara guerra fazendo assim Kyoko relembrar os anos de colégio e sua relação com seu primeiro amor, professor com quem se casou. Com a ajuda constantes dos inquilinos interrompe sempre quando Kyoko e Godai estão juntos ou então, colocam mais lenha na fogueira na relação entre eles.

#### Haruka Godai
Resultado da União de Godai com Kyoko, aparece no fim do anime e mangá.

#### Ikuko Otonashi
Sobrinha de Kyoko, Ikuko é uma garota esperta, alegre e brincalhona. 

#### Pai de Soichiro Otonashi
Pai do Falecido Soichiro, e dono do Ikokukan, um senhor de idade muito educado e compreensivo.

#### Chigusa Ritsuko
Mãe de Kyoko

#### Master
Dono do ChaCha Maru, fica grande parte da trama em seu bar onde pode ser visto lustrando taças ou servindo bebidas e aperitivos, costuma ouvir os problemas dos outros e quando pode, dá conselhos bons aos barulhentos inquilinos. Apaixonado pela Akemi, Master esconde esses sentimentos até pouco antes de Godai se casar com Kyoko quando vai ao Ikokukan declarar-se a sua amada.

#### Asuna Kujo
Uma garota tímida e amante de cachorros. Foi apresentada ao Mitaka Shun através de um matrimônio prometido e mesmo apaixonada por ele, seu amor não lhe é correspondido até o cachorro deles dois McEnroe e Salad aprontarem e causar uma confusão resultando no seu casamento com o Shun.

#### Sakamoto
Melhor amigo de Godai

#### McEnroe e Salad
McEnroe é o Cachorro de Mitaka Shun e Salad é um dos Cachorros de Asuna